# Jogos Pan-Americanos de Inverno

Bandeira da ODEPA

Os Jogos Pan-Americanos de Inverno foi um evento multidesportivo que reuniu modalidades de desportos de inverno disputadas no gelo e na neve, planejado para acontecer a cada quatro anos, para países do continente americanos filiados à ODEPA, a Organização Desportiva Pan-Americana.
A primeira edição dos Jogos ocorreu em Las Leñas, Argentina, em 1990 e a segunda, marcada para Santiago do Chile jamais ocorreu.

## História
No primeiro Pan-Americano de Verão em Buenos Aires em 1951 já pensava-se em realizar um evento para contemplar os esportes de inverno no continente americano. A cidade de Lago Plácido, nos Estados Unidos que já havia sediado os Jogos Olímpicos de Inverno de 1932, foi posta como anfitriã dos primeiros jogos que tomariam lugar em 1959, contudo os países sul-americanos afirmaram que devido problemas políticos e taxas de câmbio desfavoráveis eles não poderiam enviar atletas ao evento que novamente foi cancelado.
Quase 30 anos depois, durante os Jogos Pan-Americanos de 1987, em Indianápolis a ideia dos jogos foi novamente levantada. Em uma reunião em Mar Del Plata, Argentina entre as nações da ODEPA e participantes dos Jogos Olímpicos de Inverno de 1988, determinou-se que os primeiros Jogos Pan-Americanos de Inverno deveria acontecer em Las Leñas, Argentina, em 1989, e desde então a cada quatro anos. 

### Primeira edição
Marcados para ocorrer em Setembro de 1989 os Jogos tiveram de ser adiados por um ano devido fatores climáticos (insuficiência de neve). Os jogos foram então remarcados para ocorrer em setembro do ano seguinte.
97 atletas de oito países participaram do evento, sendo 78 de apenas três países: Argentina (sede), Estados Unidos e Canadá.
Assim como no ano anterior, pouco neve caiu em Las Leñas e apenas três eventos ocorreram, todos eles do esqui alpino.
Ao final dos Jogos, Estados Unidos e Canadá dividiram as medalhas disputadas.

### Segunda edição
Caberia à Santiago do Chile, em 1993, a realização da segunda edição dos Jogos de inverno. Porém, fatores climáticos fizeram com que o evento fosse remarcado e as datas acabaram por impossibilitar a participação de atletas do Comitê Olímpico dos Estados Unidos, que acabou desistindo de participar dos jogos e posteriormente acabaram por ser cancelados.

## Participantes
A única edição já realizada contou com a presença de oito países, três da América do Norte e cinco da América do Sul:
| - Argentina - Bolívia - Brasil - Canadá | - Chile - Colômbia - Estados Unidos - México |

## Edições
| Jogos | Jogos | Jogos     | Jogos     | Jogos                           | Estatísticas | Estatísticas | Estatísticas | Estatísticas     |
| Ano   | Jogos | Sede      | País      | Data                            | Atletas      | Países       | Esportes     | Maior medalhista |
| ----- | ----- | --------- | --------- | ------------------------------- | ------------ | ------------ | ------------ | ---------------- |
| 1990  | I     | Las Leñas | Argentina | 16 de setembro - 22 de setembro | 97           | 8            | 4            | Estados Unidos   |
| 1993  | II    | Santiago  | Chile     | Cancelado                       | -            | -            | -            | -                |

## Quadro geral de medalhas
| Ordem | País               | Medalha de ouro | Medalha de prata | Medalha de bronze |    |
| ----- | ------------------ | --------------- | ---------------- | ----------------- | -- |
| 1     | USA Estados Unidos | 4               | 2                | 5                 | 11 |
| 2     | CAN Canadá         | 2               | 4                | 1                 | 7  |
| -     | ARG Argentina      |                 |                  |                   |    |
| -     | BRA Brasil         |                 |                  |                   |    |
| -     | BOL Bolívia        |                 |                  |                   |    |
| -     | CHI Chile          |                 |                  |                   |    |
| -     | COL Colômbia       |                 |                  |                   |    |
| -     | MEX México         |                 |                  |                   |    |

## Volta dos jogos
Atualmente existe uma campanha para a volta dos jogos pan-americanos de inverno, ela está para ser discutida com os comitês olímpicos que compõem a ODEPA, por parte do Brasil tem apoio da Confederação Brasileira de Desportos no Gelo que planeja fazer o evento em alguma cidade da América do Norte já que existem várias cidades que já sediaram olimpíadas de inverno e teriam condições de sediar o pan, e também usar o evento como pré-olímpico classificatório para as olimpíadas de inverno.